# Sigurd Mattiasson
Sigurd Wallentin Mattiasson, född 17 september 1904 i Göteborgs Masthuggs församling, död 29 maj 1998 i Göteborg, var en svensk fotbollsspelare (målvakt) som representerade Gais i fotbollsallsvenskan 1924/1925. Han var äldre bror till Allan Mattiasson, som spelade för Gais guldåret 1930/1931.
Mattiasson spelade 13 matcher i allsvenskan under hösten 1924, men försvann därefter från A-laget och ersattes under vårsäsongen 1925 som målvakt av Manfred Johnsson. Ändå tilldelades han den allsvenska guldmedaljen för säsongen 1924/1925, då Johnsson hade spelat färre matcher under säsongen. 1928 omnämns han som spelande i Gais reservlag och värvad till Varbergs GIF ihop med brodern Allan.